# Giuliana Berlinguer
Giuliana Berlinguer, all'anagrafe Giuliana Ruggerini (Mantova, 23 novembre 1933 – Roma, 15 settembre 2014), è stata una regista, sceneggiatrice e scrittrice italiana.

## Biografia
Giuliana Ruggerini prese il cognome Berlinguer a seguito del matrimonio con Giovanni Berlinguer, con il quale ebbe tre figli: Luisa (1959), Mario (1962) e Lidia (1963).
Laureata in giurisprudenza alla Cattolica di Milano, ha conseguito il diploma in regia all'Accademia nazionale d'arte drammatica, nella stessa classe con Mario Missiroli e Giorgio Pressburger. È entrata in Rai per concorso insieme a Enrico Vaime e Liliana Cavani.
La realizzazione di Boris Godunov (1966), è stata la prima prova impegnativa, ma lo sceneggiato che le ha dato maggior fama è stato Nero Wolfe, in 10 episodi (di due dei quali ha anche scritto la sceneggiatura). Durante la lavorazione degli esterni a New York ha avuto l'opportunità di conoscere personalmente Rex Stout, all'epoca ottantunenne.
Per la sua attività di scrittrice ha ricevuto il Premio Rapallo 1986 per Una per sei, il Premio Città di Penne 1998 e il Premio Biennale di Narrativa "Matelica - Libero Bigiaretti" 1998  per Il mago dell'occidente. Inoltre è stata finalista al Premio Strega 1985 con Una per sei e 1988 con Il braccio d'argento. 
Con l'attrice Irene Papas ha presentato la tragedia Ecuba all'Università di Tor Vergata: 5 repliche nel mese di settembre 2003. Le recite dello spettacolo sono state registrate e il relativo film è stato presentato il 15 giugno 2005 al Taormina Film Fest.

## Filmografia

### Cinema
- Il disertore, regia di Giuliana Berlinguer (1983)
- Un altro mondo è possibile (film collettivo, 2001)
- Lettere dalla Palestina (film collettivo, 2002)
- Ecuba - il film, regia di Giuliana Berlinguer e Irene Papas (2004)

### Televisione

#### Regista
- I due timidi, di Eugène Labiche, trasmesso il 22 agosto 1963 (prosa).
- La facciata, di Fausto Maria Martini, trasmesso il 4 agosto 1964 (prosa).
- L'anniversario, di Anton Čechov, trasmesso il 29 dicembre 1964 (prosa).
- La data, originale televisivo di Belisario Randone, trasmesso il 21 gennaio 1965 (serie TV "Vivere insieme").
- Il guastafeste, originale televisivo di Enrico Bassano, trasmesso il 25 febbraio 1965 (serie TV "Vivere insieme").
- Corta o lunga, di Edoardo Anton, trasmesso il 14 maggio 1965 (serie TV "Vivere insieme").
- Non dire quattro..., di Marie-Louise Villiers, trasmesso il 21 luglio 1965 (prosa).
- La locanda, di Nicola Manzari, trasmesso il 20 agosto 1965 (prosa, TV dei ragazzi).
- Dalila, di Ferenc Molnár, trasmesso il 9 novembre 1965 (prosa).
- Tasse, morale a parte, originale televisivo di Gino De Sanctis, trasmesso il 25 marzo 1966 (serie TV "Vivere insieme").
- Boris Godunov, di Aleksandr Sergeevič Puškin, trasmesso in due parti il 21 e 23 ottobre 1966 (prosa).
- Nero Wolfe, da Rex Stout prima serie, 6 episodi in due parti, trasmessi dal 21 febbraio al 3 agosto 1969 (serie TV).
- Nero Wolfe, da Rex Stout, seconda serie, 4 episodi, trasmessi dal 3 gennaio 1970 al 23 febbraio 1971 (serie TV).
- La donna dai capelli rossi, di Sam Locke e Paul Roberts, trasmesso il 19 maggio 1972 (prosa).
- La miliardaria, di George Bernard Shaw, trasmesso il 22 dicembre 1972 (prosa).
- Ragazzo cercasi, soggetto e sceneggiatura di Giuliana Berlinguer, trasmesso il 5 settembre 1974 (film tv).
- Dalla vita di un autore, di Jean Anouilh, trasmesso il 22 agosto 1975 (prosa).
- La parola, il fatto, episodio Anarchia, di Giuliana Berlinguer e Lucio Mandarà, trasmesso il 1 ottobre 1975 (programma tv).
- La parola, il fatto, episodio Burocrazia, di Giuliana Berlinguer, Lucio Mandarà e Vanna Barenghi, trasmesso l'8 ottobre 1975 (programma tv).
- La parola, il fatto, episodio Cafone, di Giuliana Berlinguer, Lucio Mandarà e Vanna Barenghi, trasmesso il 15 ottobre 1975 (programma tv).
- La parola, il fatto, episodio Speculazione, di Giuliana Berlinguer, Dante Matelli e Giovanni Minoli, trasmesso il 29 ottobre 1975 (programma tv).
- Con un po' di paura, di Alfred de Vigny, trasmesso il 26 marzo 1976 (prosa).
- L'esercito di Scipione, dal romanzo di Giuseppe D'Agata, sceneggiatura di Giuliana Berlinguer, Lucia Bruni e Giuseppe D'Agata, film TV in 3 puntate, dal 13 al 27 gennaio 1977 (serie TV).
- Un vestito per un saggio, dal racconto The Last Mohican di Bernard Malamud, sceneggiatura di Giovanna Berlinguer, trasmesso il 22 novembre 1979 (film tv).
- Episodi dalla vita di un uomo, di Giuliana Berlinguer, trasmesso il 2 settembre 1980 (film tv).
- Ospiti, di Ronald Harwood, trasmesso il 10 maggio 1982 (prosa).
- Un asino al patibolo, di Giuseppe Cassieri, trasmesso il 28 maggio 1982 (prosa).

#### Sceneggiatrice
- Il patto dei sei, episodio di Nero Wolfe, da Rex Stout, regia di Giuliana Berlinguer, trasmesso il 27 luglio e 7 agosto 1969 (serie TV).
- La casa degli attori, episodio di Nero Wolfe, da Rex Stout, regia di Giuliana Berlinguer, trasmesso il 3 e 4 gennaio 1970 (serie TV).
- Ragazzo cercasi, regia di Giuliana Berlinguer, trasmesso il 5 settembre 1974 (film tv).
- La parola, il fatto, episodio Anarchia, di Giuliana Berlinguer e Lucio Mandarà, regia di Giuliana Berlinguer, trasmesso il 1 ottobre 1975 (programma tv).
- La parola, il fatto, episodio Burocrazia, di Giuliana Berlinguer, Lucio Mandarà e Vanna Barenghi, regia di Giuliana Berlinguer, trasmesso l'8 ottobre 1975 (programma tv).
- La parola, il fatto, episodio Cafone, di Giuliana Berlinguer, Lucio Mandarà e Vanna Barenghi, regia di Giuliana Berlinguer, trasmesso il 15 ottobre 1975 (programma tv).
- La parola, il fatto, episodio Speculazione, di Giuliana Berlinguer, Dante Matelli e Giovanni Minoli, regia di Giuliana Berlinguer, trasmesso il 29 ottobre 1975 (programma tv).
- L'esercito di Scipione, dal romanzo di Giuseppe D'Agata, sceneggiatura di Giuliana Berlinguer, Lucia Bruni e Giuseppe D'Agata, regia di Giuliana Berlinguer, film TV in 3 puntate, dal 13 al 27 gennaio 1977 (serie TV).
- Un vestito per un saggio, dal racconto The Last Mohican di Bernard Malamud, regia di Giovanna Berlinguer, trasmesso il 22 novembre 1979 (film tv).
- Episodi dalla vita di un uomo, regia di Giuliana Berlinguer, trasmesso il 2 settembre 1980 (film tv).
- Il disertore, sceneggiatura di Giuliana Berlinguer e Massimo Felisatti, regia di Giuliana Berlinguer, 1983 (film tv).

### Rubriche televisive
- Telecruciverba. Gioco a premi, dal 30 luglio al 24 settembre 1964.
- Visita alla vasca navale, 3 novembre 1964.
- Turno C. Attualità e problemi del lavoro, dal 14 gennaio al 25 febbraio 1974.

## Radio
- La Novella del Grasso legnaiuolo, di Antonio di Tuccio Manetti, adattamento e regia di Giuliana Berlinguer, 19 marzo 1966.
- La faina, di Charles Vildrac, trasmesso il 30 settembre 1966.
- Hotel Sidney, di Björn Runeborg[11], trasmesso il 21 marzo 1967.
- Con un po' di paura, di Alfred de Vigny, trasmesso il 4 aprile 1967.
- L'albero nella curva di Montery, radiodramma di Hans Jochim Honberg, trasmesso il 29 aprile 1968.
- Amare di Paul Géraldy, trasmesso il 6 novembre 1968.
- Così teneri legami, di Loleh Bellon[12], trasmesso il 14 giugno 1986.
- Il consenziente e il dissenziente, di Bertolt Brecht, trasmesso il 27 giugno 1986.
- Gli Orazi e i Curiazi, di Bertolt Brecht, trasmesso il 27 giugno 1986.
- Parassiti, di Camillo Antona Traversi, trasmesso il 19 agosto 1989.
- Vapori, di Nell Dunn[13], trasmesso il 10 marzo 1990.
- Radix & Company, originale radiofonico di Giuliana Berlinguer, trasmesso il 30 giugno 1990.
- Il gatto con gli stivali[14], di Angela Carter, trasmesso il 20 giugno 1992.
- I pavoni nel brolo, di Giuliana Berlinguer, regia di Maria Grazia Cavagnino, trasmesso il 26 marzo 1995.
- Cronaca di una morte annunciata, di Gabriel García Márquez, lettura integrale in 10 puntate, trasmesso dal 12 al 23 giugno 1995.
- Nuvola rossa, testo e regia di Giuliana Berlinguer, 30 puntate, dal 24 maggio al 2 luglio 1999.

## Teatro
- Ecuba, di Euripide, regia di Giuliana Berlinguer e Irene Papas, Roma, Campus Universitario di Tor Vergata, 10 settembre 2003.

## Libri
- Una per sei, Milano, Camunia, 1985.
- Il braccio d'argento, Milano, Camunia, 1988. ISBN 88-7767-020-7.
- La soluzione, Milano, Rizzoli, 1990. ISBN 88-17-66042-6.
- Agata e i suoi, Milano, Rizzoli, 1994. ISBN 88-17-66050-7.
- Il mago dell'Occidente, Firenze, Giunti, 1997. ISBN 88-09-21065-4.
- Motorpatia. Originale radiofonico, Roma, Rai Eri, 1997. ISBN 88-397-0976-2.